# Meitetsu série 2200
La série 2200 (2200系, 2200-kei) de Meitetsu est un type de rame automotrice exploité depuis 2005 par la compagnie Meitetsu.

## Description
Les 17 rames de la série 2200 sont construites par Nippon Sharyo. Elles comportent 6 voitures, 2 voitures basées sur la série 2000 équipées de sièges transversaux avec réservation et 4 voitures basées sur la série 3300 avec des sièges transversaux et longitudinaux. Les 4 derniers exemplaires de la série réutilisent des voitures de la série 1700.

## Histoire
Les premières rames de la série 2200 sont entrées en service le 29 janvier 2005.

## Services
Les rames sont principalement affectées aux services Limited Express sur les lignes Nagoya, Toyokawa, Tokoname, Aéroport, Kōwa, Chita, Hiromi, Inuyama, Bisai et Tsushima.

## Galerie photos

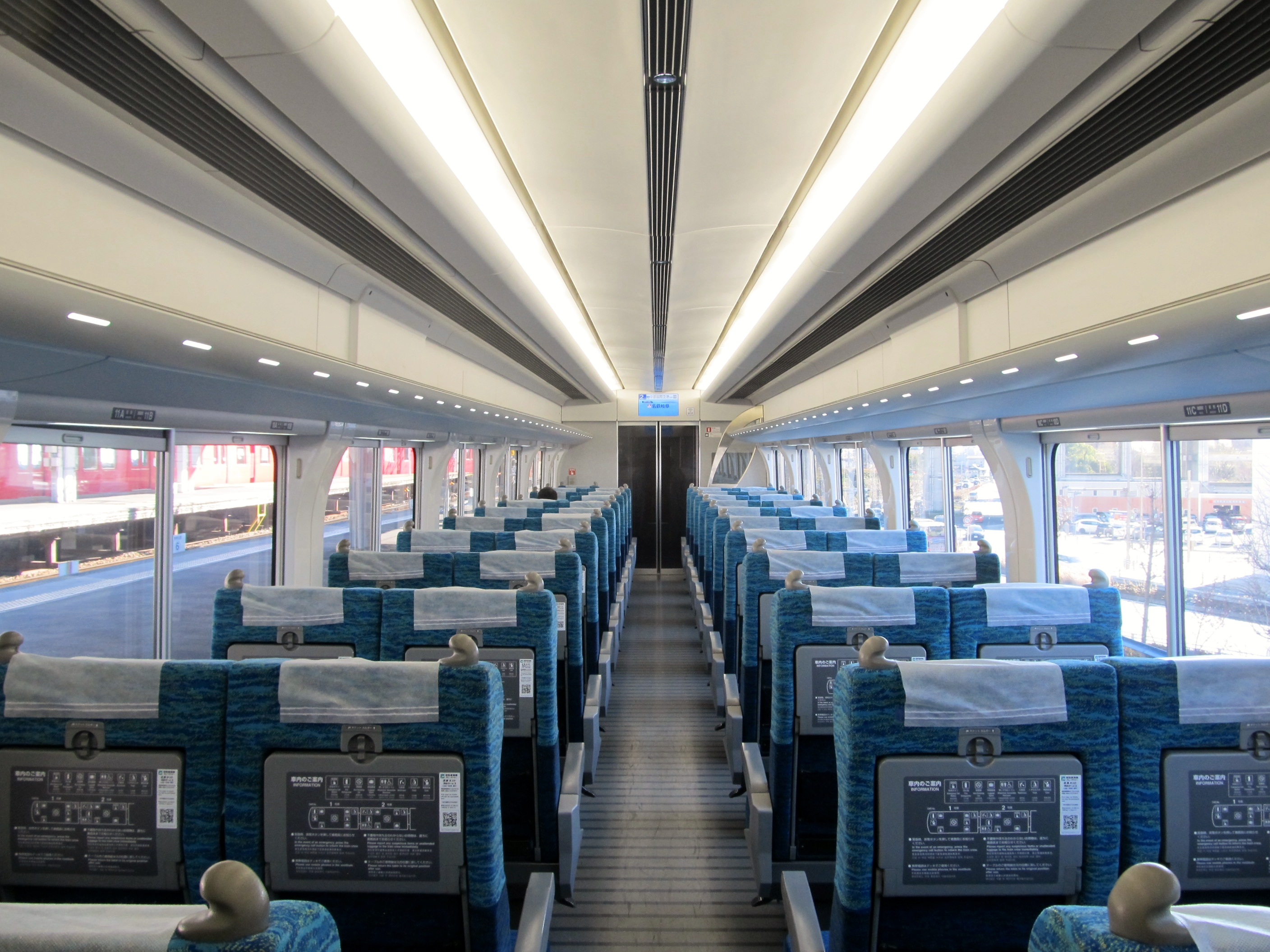
Voiture avec réservation.
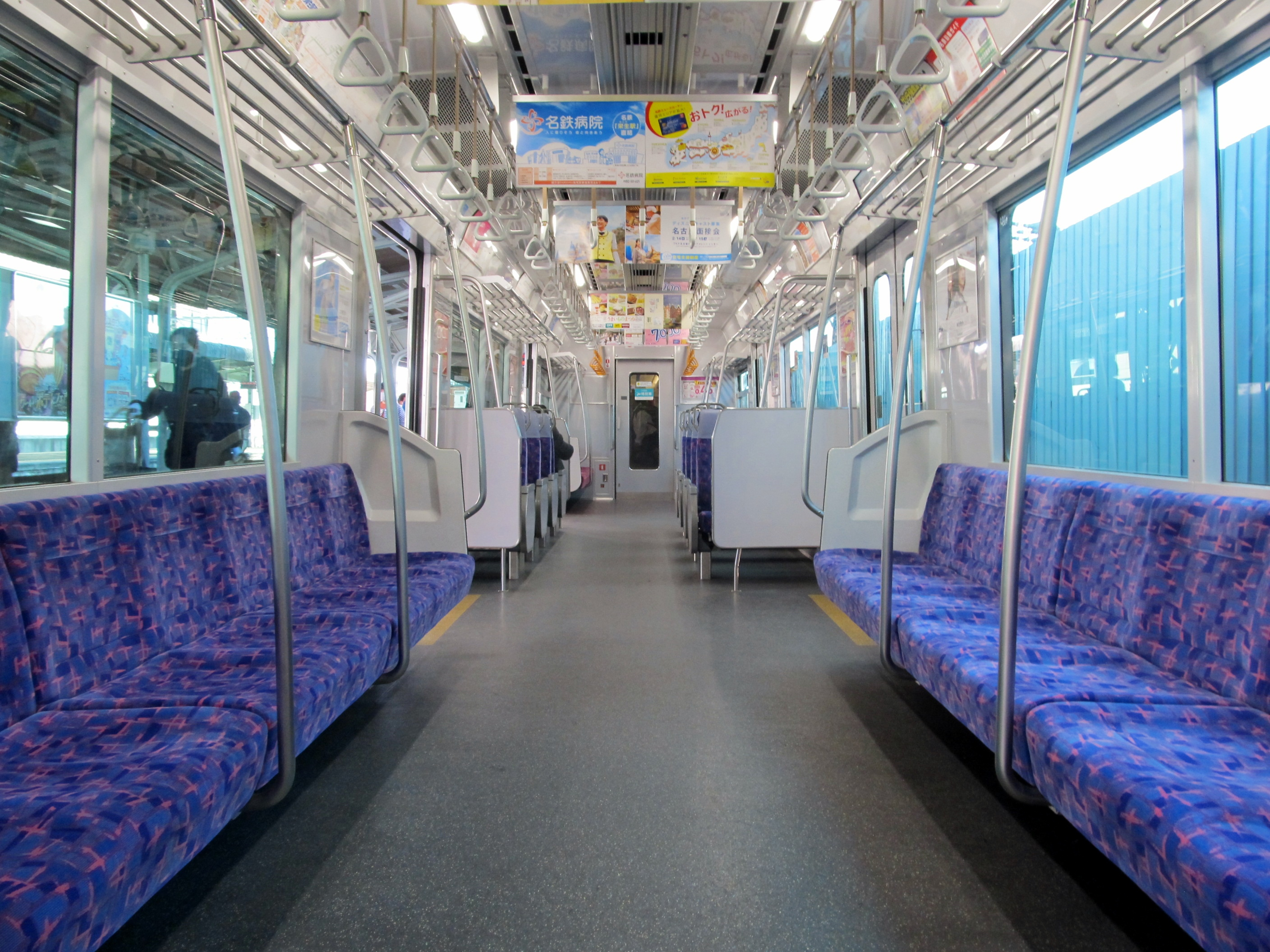
Voiture sans réservation.
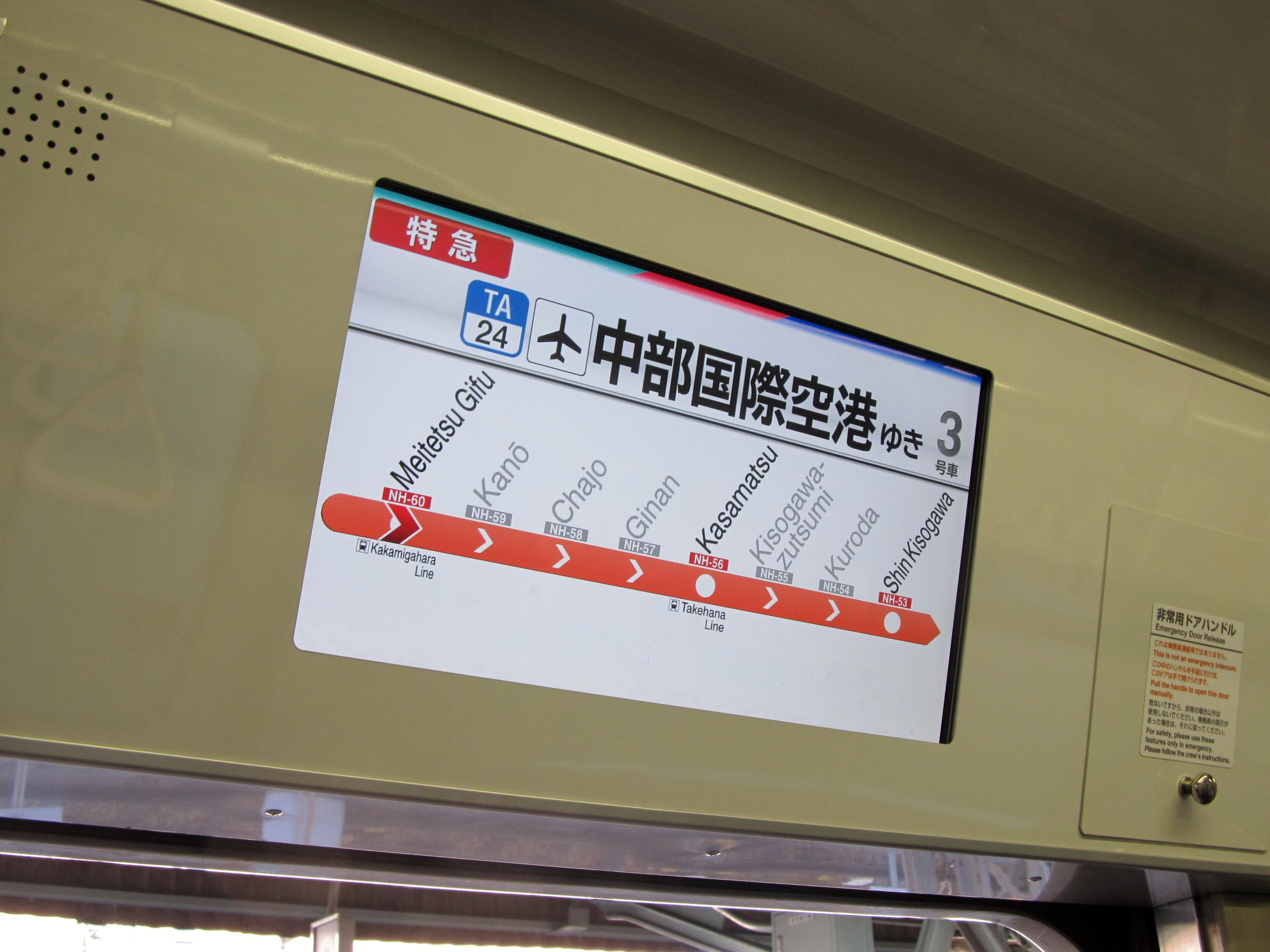
Ecran d'information voyageurs.